# Clã Irvine
O Clã Irvine é um clã escocês da região das Terras Baixas, Escócia.
O atual chefe é David Charles Irvine de Drum, 26º Barão de Drum.